# Miranda Carabello
Miranda Carabello et sa sœur jumelle Madison sont des actrices américaines nées le 28 juillet 2002.

## Biographie
Elles incarnent à tour de rôle le personnage de Marie Dubois, la plus jeune des filles d'Allison DuBois (interprétée par Patricia Arquette), dans la série américaine Medium depuis l'âge de 2 ans. Elles jouent dans la série Pretty Little Liars à deux reprises (deux petites filles dans une histoire que Allison raconte et une petite fille perdue (ou morte) dans la maison d'Ashley Marin), pour les épisodes de Halloween.

## Filmographie
- 2005-2011 : Médium : Marie Dubois (60 épisodes)
- 2008 : Medium Season 4: Joe's Crayon Dream : Marie Dubois
- 2008 : Medium Season 4: Introducing Cynthia Keener : Elle-même
- 2008 : The Making of Medium: Season 4 : Elle-même
- 2011-2012 : Pretty Little Liars : Alice / Jumelle (2 épisodes)